# Mulgedium roseum
Mulgedium roseum là một loài thực vật có hoa trong họ Cúc. Loài này được Popov & Vved. mô tả khoa học đầu tiên năm 1924.